# 中村嘉子
中村 嘉子（なかむら よしこ、1954年 - 2004年）は、ポルノ作家。
東京都生まれ。日本大学芸術学部映画学科卒、シナリオ作家となるが、小説を書き始め、丸茂ジュン、岡江多紀とともに女流ポルノ御三家と呼ばれた（永田守弘『教養としての官能小説案内』）。

## 著書
- 処女の爪 双葉ロマン 1982.10
- 女体は深紅に染めよ 有楽出版社 1983.11
- 女体は艶技で磨け 有楽出版社 1986.6
- 赤い蜜の女 光風社出版 1986.7
- また濡れる 光文社CR文庫) 1987
- 不倫の部屋 桃園新書 1987.6　のち文庫
- 女医の熱い部屋 光文社CR文庫)1987
- くりいむレモンスペシャル DARK 富士見文庫 1987.7
- 金曜日のきらめき 有楽出版社 1987.12
- 青い肢体の戯れ 光風社出版 1987.6
- 聖女のような未亡人 有楽出版社 1988.7
- はなやかな情事 桃園新書 1988.9　のち文庫
- 白い肌の誘惑 光風社出版 1988.9
- あぶない果肉 コスミックインターナショナル 1989.11 「青い戯れ」桃園文庫
- OL社内遊戯 コスミックインターナショナル 1989.5 (Juicy novel)
- 女体の報酬 有楽出版社 1989.7
- 危険な遊戯 官能ラブゲーム 桃園新書 1989.5　のち文庫
- 夜に燃える肌 光風社出版 1989.7
- 愛人たちの街 官能ラブプレイ 桃園新書 1990.2　のち文庫
- 感じる好奇心 光風社出版 1990.11
- 禁じられた愛欲 桃園新書 1990.2　のち文庫
- 淫らな熱い蜜 光風社出版 1991.5
- 男喰い 有楽出版社 1992.6
- 肉体の仮面 桃園新書 1992.4　のち文庫
- 恥ずかしい時刻 ぶんか社 1992.6 (女流作家官能シリーズ
- やわらかい疼き 光風社出版 1992.11
- 若すぎる未亡人 桃園新書 1993.8
- 禁断の情事 桃園新書 1993.1　のち文庫
- 悦いて、果てる 光風社出版 1993.10
- 女子高生・淫蕩レッスン 徳間オリオン 1994.10 (オリオン文庫)
- 肉狩りの部屋 桃園新書 1995.11
- 濡れる誘惑 光風社出版 1995.5
- 美唇の扉 現代ラブロマン 桃園書房 1999.2